# Stanisław Wierzbica

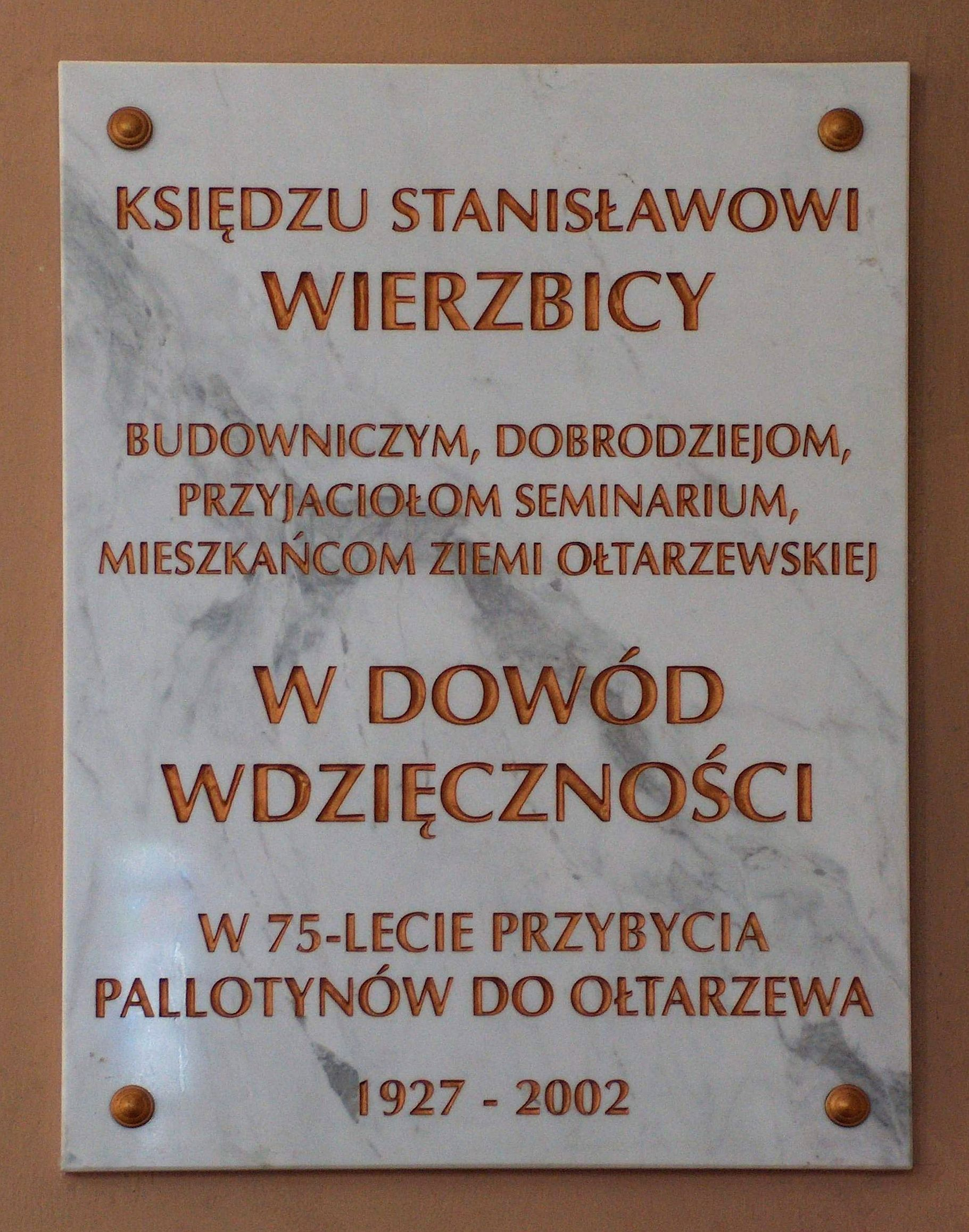
Tablica ku czci ks. Wierzbicy w kościele seminaryjnym w Ołtarzewie

Stanisław Wierzbica (ur. 26 listopada 1902 w Bottrop w Niemczech, zm. 10 maja 1977 w Częstochowie) – ksiądz pallotyn, budowniczy pallotyńskiego Wyższego Seminarium Duchownego w Ołtarzewie k. Warszawy, popularyzator kultu Miłosierdzia Bożego.

## Życiorys
Urodził się w 1902 w Bottrop w Zagłębiu Ruhry, jako syn Jana i Joanny z domu Szendzielosz. Po przyjeździe do Polski zamieszkał w Rydułtowach na Górnym Śląsku. Ukończył wadowickie Collegium Marianum na Kopcu. Do pallotynów wstąpił w roku 1920. Studia filozoficzno-teologiczne rozpoczął w Wadowicach, a ukończył na Uniwersytecie Warszawskim.
Święcenia kapłańskie przyjął 20 czerwca 1926 z rąk abp. Adama Sapiehy na Wawelu.
Był prefektem gimnazjalistów na Kopcu, ojcem duchownym, rektorem kilku pallotyńskich domów, kolporterem pallotyńskich czasopism, kapelanem sióstr zakonnych, radcą i administratorem prowincjalnym. W roku 1936 przybył do Ołtarzewa, by zainicjować budowę gmachu seminaryjnego. Dwukrotnie był rektorem seminarium pallotyńskiego. Opiekował się również Ruchem Szensztackim.
Swoją niezłomną postawą podczas wojny (był m.in. kapelanem VII Obwodu warszawskiego Armii Krajowej) spowodował, że zaczęły się nim szczególnie interesować władze hitlerowskie. Od roku 1941 ukrywał się, nieustannie ścigany przez gestapo. Po wojnie został aresztowany przez władze komunistyczne i w torturowany podczas trzymiesięcznego pobytu więzieniu, co trwale uszkodziło jego zdrowie. Jednak po zwolnieniu odbudowywał zniszczone kościoły w Gdańsku, działając również pod pseudonimem Aleksander Wiśniewski.
W 1952 zamieszkał w Częstochowie w Dolinie Miłosierdzia, gdzie przez sympozja i rekolekcje organizował oraz rozszerzał nabożeństwo ku czci Miłosierdzia Bożego według wzoru przekazanego przez świętą siostrę Faustynę. Był autorem modlitewnika Jezu ufam Tobie. Zbiór modlitw, nowenn, adoracji, rozważań, pieśni poświęconych miłosierdziu Bożemu (Warszawa 1978) oraz inicjatorem innych publikacji.
Zmarł w Częstochowie w wieku 75 lat na atak serca. Spoczywa na ołtarzewskim cmentarzu w kwaterze pallotyńskiej.